# Montestruc-sur-Gers
Montestruc-sur-Gers (gaskognisch Montastruc) ist eine französische Gemeinde mit 700 Einwohnern (Stand 1. Januar 2022) im Département Gers in der Region Okzitanien; sie gehört zum Arrondissement Condom  und zum Gemeindeverband Lomagne Gersoise. Seine Bewohner nennen sich Montestrucois/Montestrucoises.

## Geografie
Montestruc-sur-Gers liegt rund 17 Kilometer nordnordöstlich der Stadt Auch im Osten des Départements Gers am Gers. Die Gemeinde besteht aus dem Ort Montestruc-sur-Gers, den Weilern Le Baleyron und  Le Palluat sowie Einzelgehöften. Verkehrstechnisch liegt sie an der N21.

## Geschichte
Der Ort gehörte von 1793 bis 1801 zum District Lectoure. Zudem lag Montestruc-sur-Gers von 1801 bis 2015 innerhalb des Kantons Fleurance. Die Gemeinde war von 1801 bis 1926 dem Arrondissement Lectoure zugeteilt. Dieses wurde 1926 aufgelöst und die Gemeinde Teil des Arrondissements Condom.

## Bevölkerungsentwicklung
| Jahr                                                | 1962 | 1968 | 1975 | 1982 | 1990 | 1999 | 2006 | 2018 |
| Einwohner                                           | 500  | 563  | 568  | 541  | 608  | 597  | 688  | 700  |
| Quellen: Cassini und INSEE; heutiges Gemeindegebiet |      |      |      |      |      |      |      |      |

## Sehenswürdigkeiten
Zu den örtlichen Sehenswürdigkeiten gehören:
- Dorfkirche Saint-Caprais aus dem 19. Jahrhundert (der Kirchturm ist älter)
- Denkmal für die Gefallenen[2]
- Dorfbrunnen
- Marienstatue neben der Kirche
- zahlreiche Wegkreuze

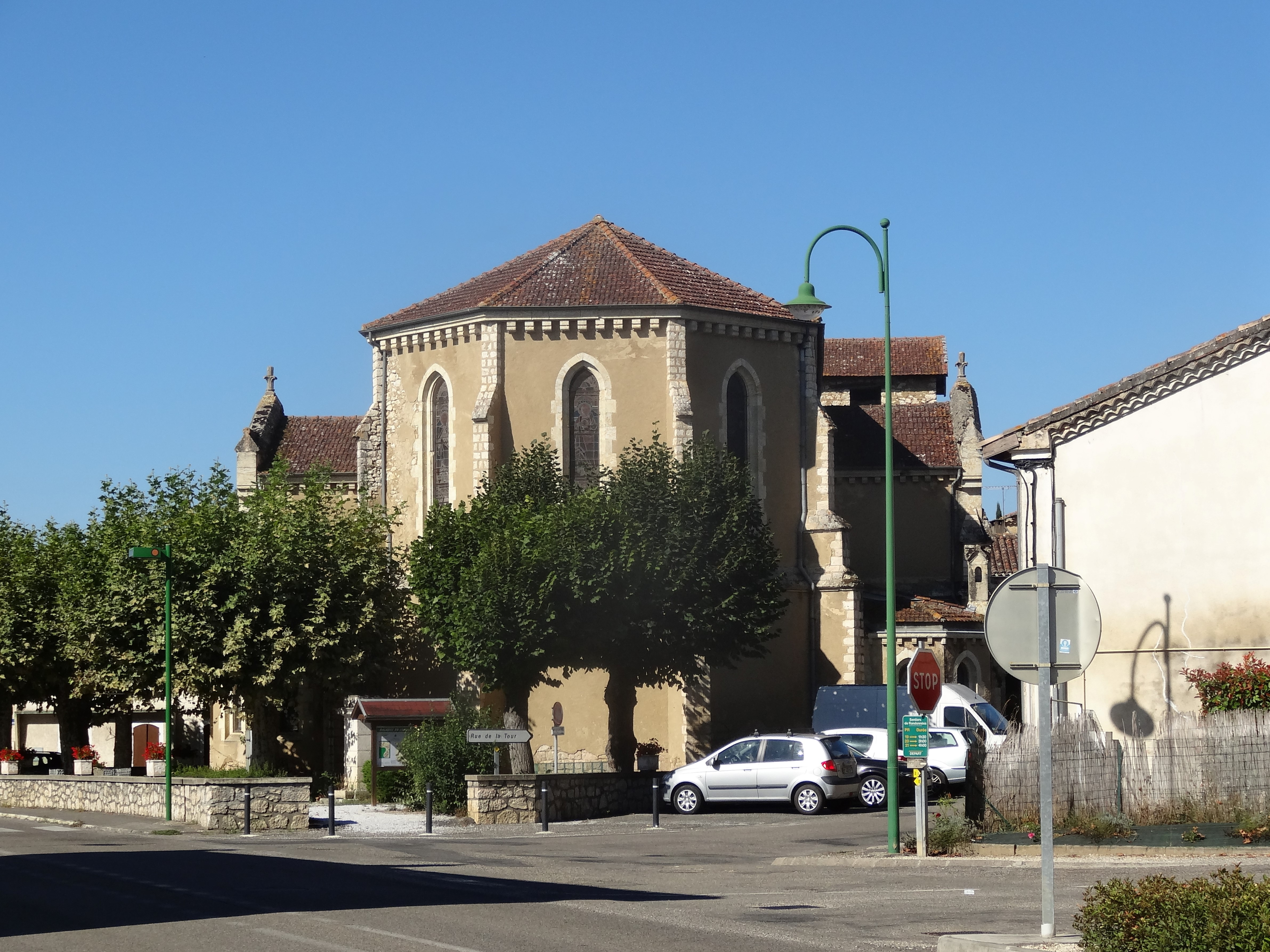
Kirche Saint-Caprais
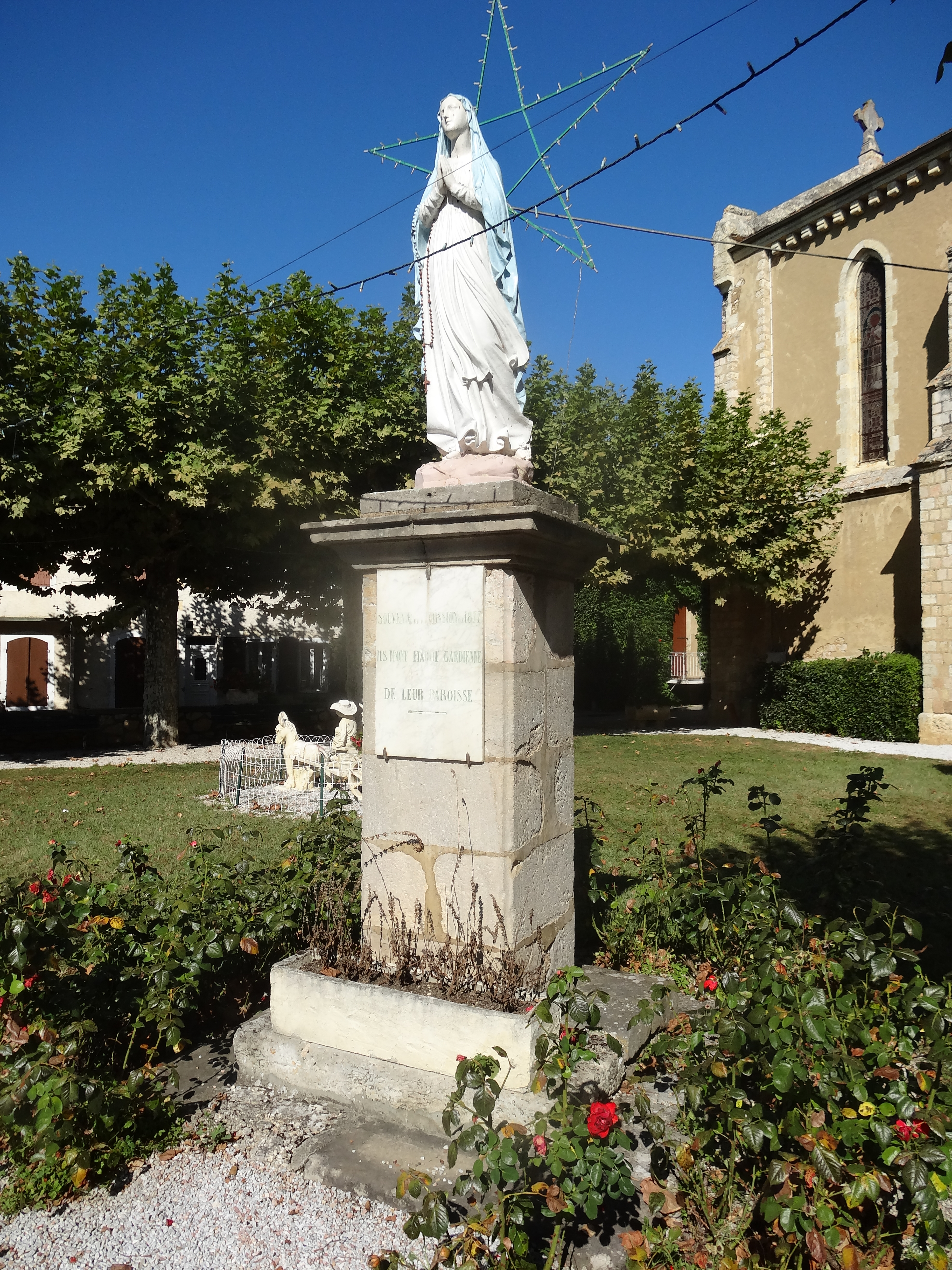
Marienstatue
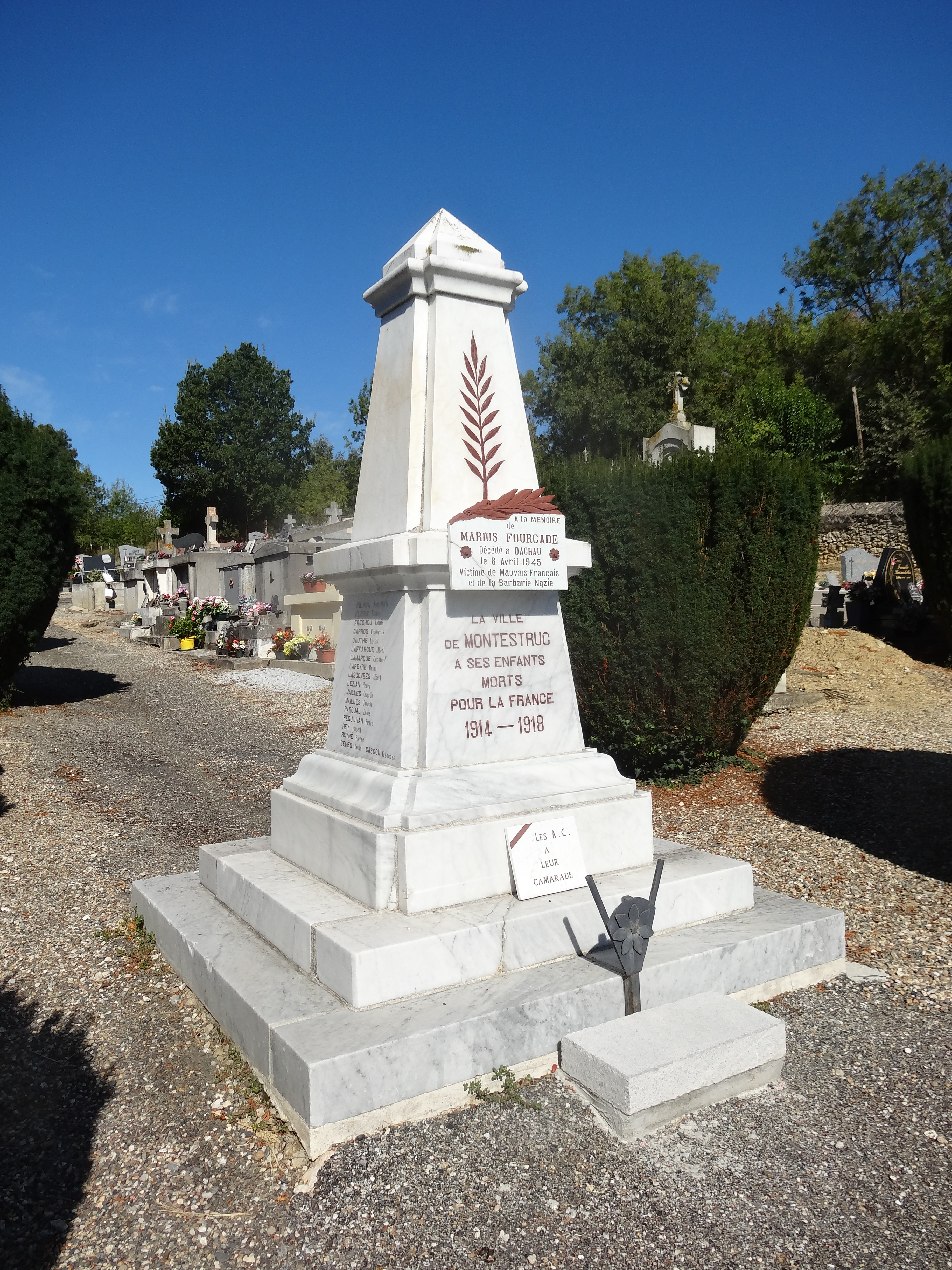
Gefallenendenkmal
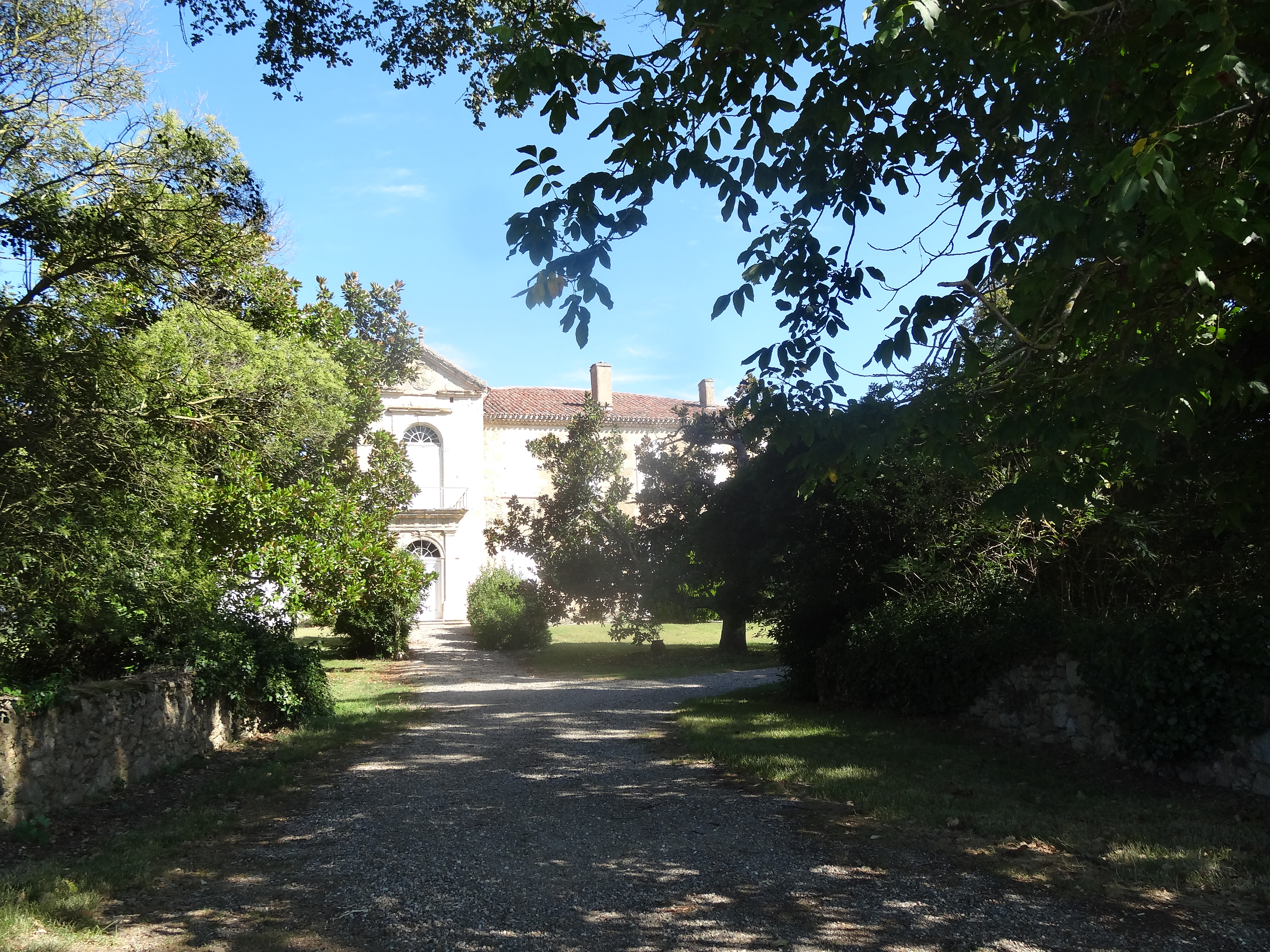
Schloss Montestruc